# Saint-Agrève
Saint-Agrève est une commune française située dans le département de l'Ardèche, en région Auvergne-Rhône-Alpes.
Le bourg central de cette commune est situé sur les pentes du mont Chiniac qui culmine à 1126 m d'altitude et ses habitants sont les Saint-Agrèvois.

## Géographie

### Situation
La commune, traversée par le 45e parallèle nord, est de ce fait située à égale distance du pôle Nord et de l'équateur terrestre (environ 5 000 km).
Rattachée à la communauté de communes du Val d'Eyrieux dont le siège est situé au Cheylard, la commune de Saint-Agrève est située au nord-ouest du département de l'Ardèche, dans sa partie la plus élevée en altitude, non loin de la frontière avec le département de la Haute-Loire, à environ 60 kilomètres à l'ouest de Valence et à l'est du Puy-en-Velay.
Saint-Agrève possède une enclave au sud-est, autour du village du Pouzat, ancienne commune ayant fusionné avec Saint-Agrève en 1973.

### Communes limitrophes
Saint-Agrève est limitrophe de neuf communes, dont huit sont situées dans le département de l'Ardèche et une dans le département de la Haute-Loire. Ces municipalités sont réparties géographiquement de la manière suivante :

### Environnement

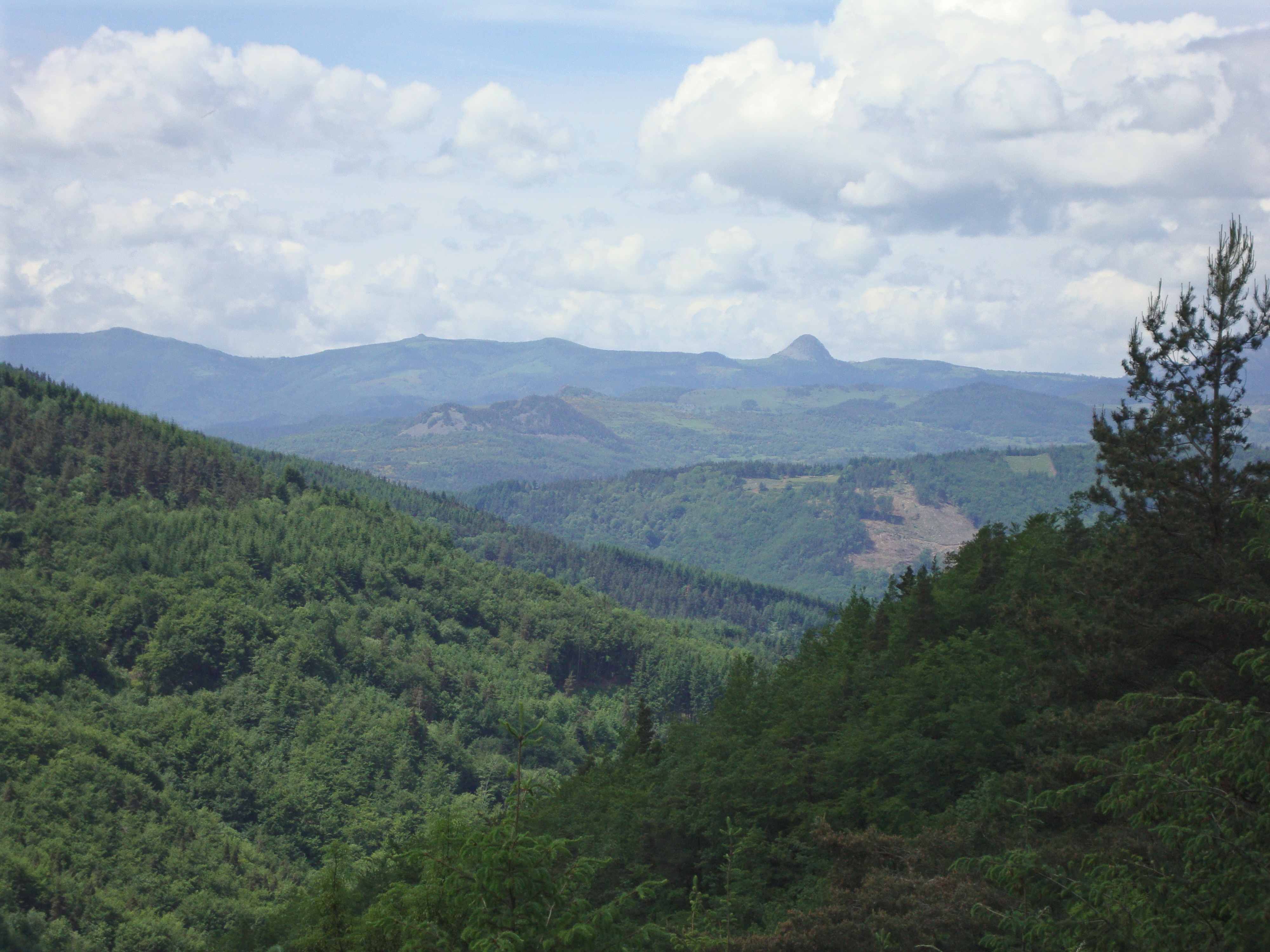
Paysage autour de Saint-Agrève

S'élevant à plus de 1 000 mètres d'altitude, le plateau de Saint-Agrève offre le paysage caractéristique d'un milieu rural de moyenne montagne, doucement vallonné. Au rythme des saisons, les paysages naturels du plateau surprennent toujours. Sur le plateau, l'élevage des vaches, des chevaux ou des moutons est le plus courant. Dans leurs pâtures, ces animaux agrémentent le paysage naturel.

### Géologie
Sur le plan géologique, le plateau de Saint-Agrève est une pénéplaine qui a été soulevée et érodée. Le socle est granitique : c'est le granite du Velay mélangé à diverses autres roches métamorphiques. Le plateau saint-agrèvois correspond à un morceau de vieille table cristalline qui constitue l'ossature du Massif central. En quelques endroits on peut observer des orgues basaltiques d'origine volcanique. Le relief crée un climat très contrasté selon la pente et l'exposition. En général, l'hiver est long avec des chutes de neige, pendant lesquelles souffle la burle.

### Climat
Pour des articles plus généraux, voir Climat d'Auvergne-Rhône-Alpes et Climat de l'Ardèche.
En 2010, le climat de la commune est de type climat de montagne, selon une étude du CNRS s'appuyant sur une série de données couvrant la période 1971-2000. En 2020, Météo-France publie une typologie des climats de la France métropolitaine :  la commune y est décrite comme exposée à un climat de montagne ou de marges de montagne et située dans la région climatique Sud-est du Massif Central, caractérisée par une pluviométrie annuelle de 1 000 à 1 500 mm, minimale en été, maximale en automne.
Pour la période 1971-2000, la température annuelle moyenne est de 7,7 °C, avec une amplitude thermique annuelle de 16 °C. Le cumul annuel moyen de précipitations est de 1 069 mm, avec 9,7 jours de précipitations en janvier et 6,4 jours en juillet. Pour la période 1991-2020, la température moyenne annuelle observée sur la station météorologique installée sur la commune est de 8,8 °C et le cumul annuel moyen de précipitations est de 1 044,3 mm,. Pour l'avenir, les paramètres climatiques de la commune estimés pour 2050 selon différents scénarios d'émission de gaz à effet de serre sont consultables sur un site dédié publié par Météo-France en novembre 2022.
| Mois                                  | jan.           | fév.           | mars           | avril         | mai           | juin          | jui.          | août          | sep.          | oct.          | nov.           | déc.           | année      |
| ------------------------------------- | -------------- | -------------- | -------------- | ------------- | ------------- | ------------- | ------------- | ------------- | ------------- | ------------- | -------------- | -------------- | ---------- |
| Température minimale moyenne (°C)     | −1,9           | −2,1           | 0,3            | 3,3           | 6,4           | 10,1          | 12            | 11,5          | 8,8           | 6,1           | 2              | −1,1           | 4,6        |
| Température moyenne (°C)              | 0,9            | 1,1            | 4,3            | 7,9           | 11            | 15,1          | 17,6          | 17            | 13,6          | 9,8           | 4,9            | 1,8            | 8,8        |
| Température maximale moyenne (°C)     | 3,7            | 4,3            | 8,4            | 12,5          | 15,5          | 20,2          | 23,2          | 22,5          | 18,4          | 13,4          | 7,7            | 4,6            | 12,9       |
| Record de froid (°C) date du record   | −12,3 19.01.17 | −17,1 04.02.12 | −12,4 09.03.10 | −7,5 07.04.08 | −2,7 17.05.12 | 1,9 02.06.06  | 4,8 10.07.07  | 4,6 18.08.06  | 0 27.09.10    | −5,4 29.10.12 | −10,7 27.11.10 | −13,7 18.12.10 | −17,1 2012 |
| Record de chaleur (°C) date du record | 18,5 01.01.22  | 19,5 26.02.19  | 20,4 15.03.12  | 24 07.04.11   | 28,7 22.05.22 | 34,8 27.06.19 | 32,9 24.07.19 | 34,5 22.08.23 | 30,1 10.09.23 | 28,8 09.10.23 | 20,9 01.11.20  | 20,3 31.12.21  | 34,8 2019  |
| Précipitations (mm)                   | 70             | 50             | 59,3           | 81,4          | 109,7         | 85            | 85,9          | 66,1          | 85,4          | 142,3         | 147,6          | 61,6           | 1 044,3    |

### Hydrographie
Le territoire communal est traversé par l'Eyrieux, rivière de 83,5 km de longueur qui rejoint la rive droite du Rhône au niveau de la commune de La Voulte-sur-Rhône. La commune est également arrosée par le Sumène et le Douzet.

### Voies de communication

#### Voies routières
Le territoire de la commune est traversé par de nombreuses routes :
- la route départementale 533 (RD533), ancienne route nationale qui relie Saint-Agrève à Valence dans la Drôme.
- les routes départementales 9, 21, 27 et 120, routes secondaires qui relient la commune aux communes environnantes.

## Urbanisme

### Typologie
Au 1er janvier 2024, Saint-Agrève est catégorisée bourg rural, selon la nouvelle grille communale de densité à 7 niveaux définie par l'Insee en 2022.
Elle est située hors unité urbaine et hors attraction des villes,.

### Occupation des sols
L'occupation des sols de la commune, telle qu'elle ressort de la base de données européenne d’occupation biophysique des sols Corine Land Cover (CLC), est marquée par l'importance des forêts et milieux semi-naturels (58,7 % en 2018), en diminution par rapport à 1990 (59,7 %). La répartition détaillée en 2018 est la suivante : 
forêts (57 %), prairies (26,9 %), zones agricoles hétérogènes (11,2 %), zones urbanisées (3,3 %), milieux à végétation arbustive et/ou herbacée (1,7 %).
L'évolution de l’occupation des sols de la commune et de ses infrastructures peut être observée sur les différentes représentations cartographiques du territoire : la carte de Cassini (XVIIIe siècle), la carte d'état-major (1820-1866) et les cartes ou photos aériennes de l'IGN pour la période actuelle (1950 à aujourd'hui).

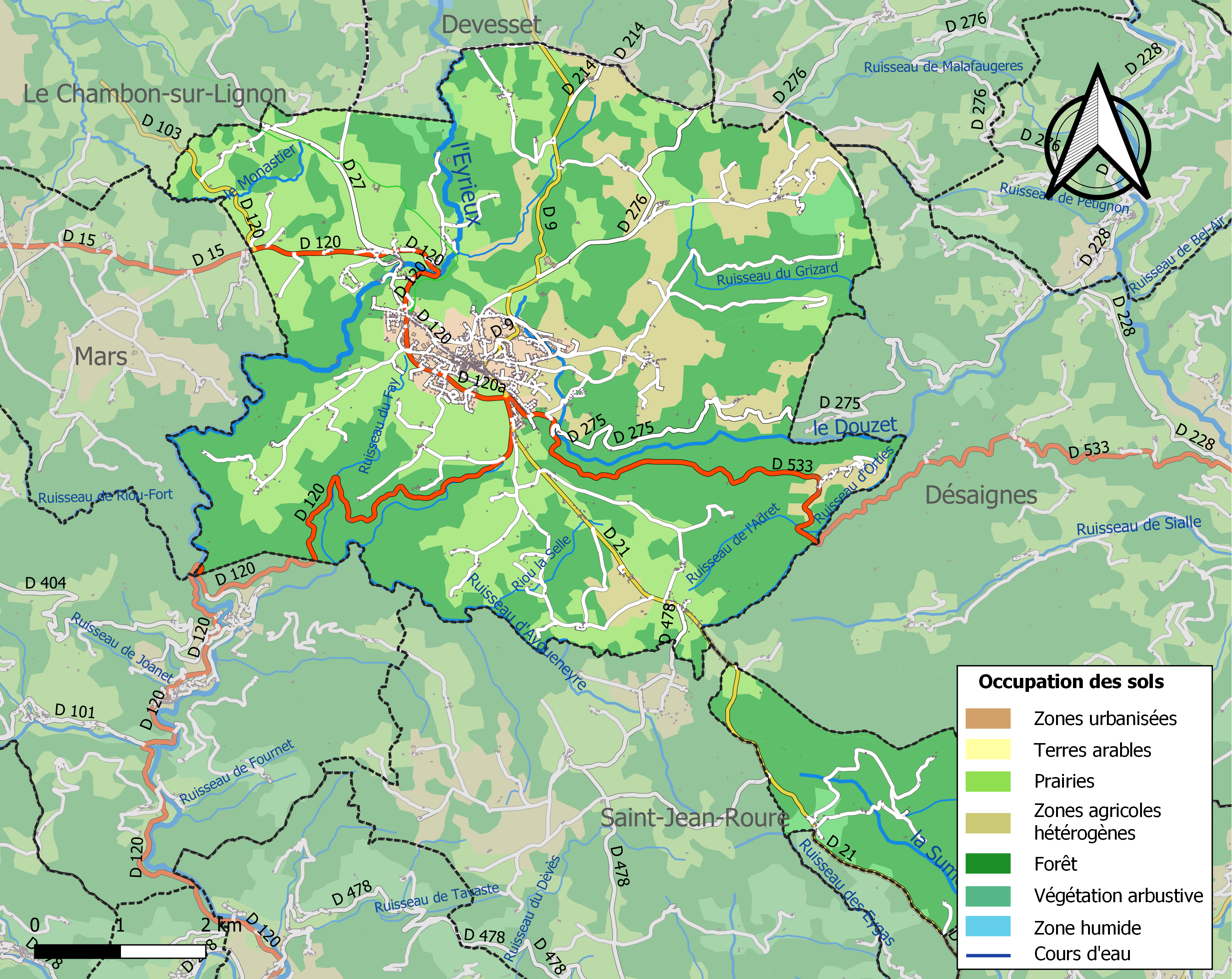
Carte des infrastructures et de l'occupation des sols de la commune en 2018 (CLC).

### Risques naturels

#### Risques sismiques
L'ensemble du territoire de la commune de Saint-Agrève est situé en zone de sismicité no 2 (sur une échelle de 5), comme la plupart des communes situées sur le plateau et la montagne ardéchoise, mais non loin de zone de sismicité no 3, située sans la partie orientale du département de l'Ardèche.
| Type de zone | Niveau           | Définitions (bâtiment à risque normal) |
| ------------ | ---------------- | -------------------------------------- |
| Zone 2       | Sismicité faible | accélération = 1,1 m/s2                |

## Histoire

### Antiquité

#### Préhistoire
Saint-Agrève a été fréquentée au moins depuis le néolithique, comme l'atteste la statue-menhir de Lichessol trouvée sur son territoire.

#### Période gauloise
Saint-Agrève est née sur le mont Chiniac, qui à l'époque se serait appelé le mont Ursin, le mont aux ours. Au seuil de l'histoire, ce n'est encore qu'un pauvre village, à peine quelques masures accrochées au flanc de la colline. La tradition rapporte qu'à l'époque des Gaulois , le pays était peuplé et exploité par la tribu des Segovellaunes, apparentée à celle des Helviens et qu'une immense forêt recouvrait le plateau.

#### Époque gallo romaine
Arrive l'emprise du pays par les Romains. Séduits par la forte position stratégique du mont Ursin, ils y bâtissent un fort. Le mont Ursin prend le nom de Cinnacum, la ville de Cinna. Ce nom serait devenu Chinacum, qui plus tard a donné Chiniac. Ainsi protégée, la cité se développe et le plateau se garnit de petites exploitations agricoles. Des grands ports de la vallée du Rhône, plusieurs routes convergent vers Saint-Agrève pour se diriger ensuite sur le Puy et le pays vellave. Ce premier réseau routier orientera, pendant des siècles, la vie militaire et économique du village.

#### Antiquité Tardive et Haut Moyen-Âge

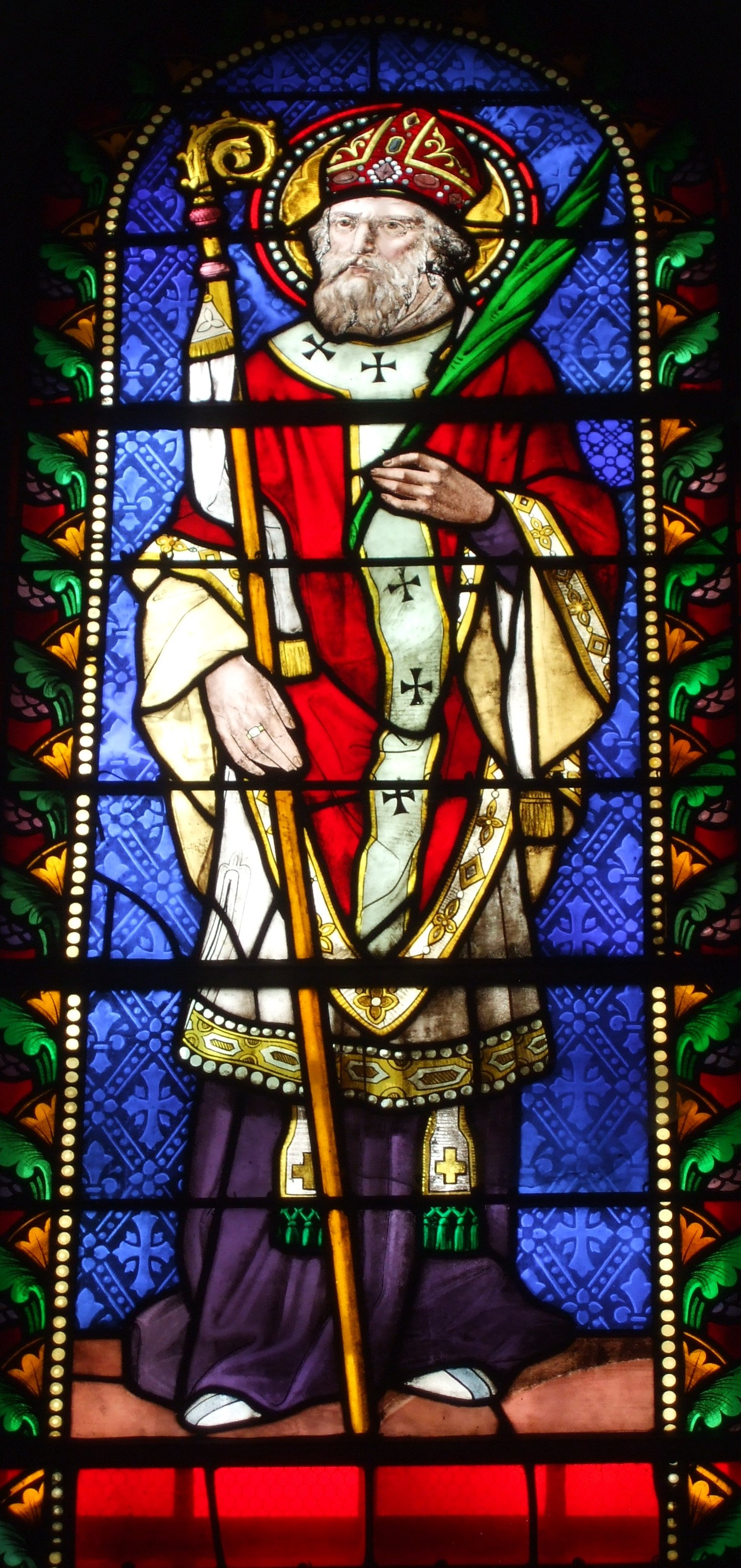
L'évêque Agrève, dit Saint Agrève, patron de la paroisse, sur un vitrail de l'église

La religion chrétienne se répand peu à peu en Ardèche. Les campagnes restent longtemps rebelles à la foi nouvelle et ce n'est qu'au début du VIIe siècle qu'un évêque du Puy, nommé Agrève, évangélise le plateau de Saint-Agrève où il meurt le 1er février de l'an 602. En sa mémoire, les habitants débaptisent Chinacum pour en faire Sanctus Agrippa, Saint-Agrève.

### Moyen Âge
Dès le XIIIe siècle, plusieurs villes du Vivarais négocient, souvent à l'amiable, le rachat de leurs libertés avec le seigneur local ruiné par les guerres. En 1289, le vicomte de Polignac accorde aux habitants de Saint-Agrève leurs premières libertés et franchises. C'est l'origine de la communauté libre de Saint-Agrève.
En 1446, Saint-Agrève connaît un regain d'activité. À la limite du plateau, cette bourgade commerçante est avant tout un important marché, une ville de foires où se rencontrent deux mondes bien différents (le plateau et le pays de pentes), aux ressources complémentaires. Les uns arrivent du Midi, chargés de sel et de vin. Les autres, venant du Velay ou du Forez, portent les produits de la montagne : planches, grains, fromages. Cet accroissement de l'activité va de pair avec une augmentation de la population, et en 1464, lors de la rédaction des « Estimes du Vivarais », le bourg compte cent deux feux, ce qui fait une des plus importantes agglomérations du Vivarais.

### Époque moderne

#### Les guerres de Religion
L'événement marquant de ce XVIe siècle est le développement des guerres religieuses. Elles affligèrent le Velay voisin de 1560 à 1596. Introduite en 1538, la « religion prétendue réformée » comme disent les catholiques de l'époque, se répand rapidement à travers le Vivarais.
En 1562, la Réforme gagne Saint-Agrève, qui devient le théâtre de sièges successifs où tour à tour, catholiques et protestants se disputent la place. Ainsi, le mois de mars 1563 voit la prise de Saint-Agrève par le comte de Tournon auquel ce succès coûte la vie. Quelques années plus tard, son fils Just et Saint Vidal, gouverneur du Velay, marchent sur Saint-Agrève à la tête de six cents chevaux, cinquante à soixante enseignes de gens de pied et douze canons. Le siège débute le 15 septembre 1580. Le 25 septembre, la ville est prise et rasée. En 1585, l'édit de Nemours interdit le culte réformé et rallume les guerres civiles. Jacques de Chambaud, chef des protestants, prévoyant une attaque, fortifie la ville et la déclare imprenable. Le comte de Tournon, sénéchal du Puy, et Saint-Vidal assiègent Saint-Agrève avec une armée d'environ douze mille hommes et quatre canons. Le 8 octobre 1588, après une résistance de huit semaines, Chambaud capitule. Saint-Agrève est rasée pour la seconde fois.

#### XVIIesiècle
À partir du XVIIe siècle, le développement de Saint-Agrève ne se fait plus seulement sur la colline. Une rue animée s'étend entre deux places, l'activité commerciale étant concentrée dans le bourg. Le réseau routier est amélioré et Saint-Agrève, ville de foire, propose un grand nombre d'auberges et de remises, la commune devenant ainsi un relais et un entrepôt, notamment pour les muletiers et les charretiers.

### Époque contemporaine
En 1902, le chemin de fer fait son apparition, avec le développement du réseau départemental du Vivarais. Cette évolution favorise les déplacements des travailleurs de la région, dont le nombre s'est accru avec la révolution industrielle, mais aussi le développement touristique de Saint-Agrève, qui devient un lieu de repli des citadins en quête de grand air. Aujourd'hui, cette ligne historique est uniquement touristique : nommée le Velay Express, elle a été remise en service et exploitée par les voies ferrées du Velay.

#### Seconde Guerre mondiale
Pendant la Seconde Guerre mondiale, Saint-Agrève est, comme d'autres communes du Vivarais, un lieu de repli et d'accueil pour la communauté juive

#### La Résistance polonaise et la Compagnie Cracovie
Le lieutenant Pierre Głowacki réside à l'hôtel Beau Séjour de Saint-Agrève, un centre de convalescence pour militaires polonais démobilisés après la défaite de 1940. Le 20 octobre 1943, avec dix autres camarades, il déserte le centre et prend le maquis. Ils sont armés et vivent dans les bois de la région d'Annonay. Ils sont ravitaillés par des paysans locaux, l'un d'eux leur offrant l'hospitalité de sa grange durant la saison hivernale. Le groupe reçoit entre autres le renfort de jeunes mineurs stéphanois recherchés par les Allemands, Florian Piasecki et Roman Nowaczyk.
Pierre Głowacki est nommé le 29 juin 1944 responsable de la compagnie polonaise FFI de Saint-Agrève. À la date du 3 juillet 1944, le détachement comprend 22 militaires et est nommé « Cracovie ». Il est mis à la disposition du capitaine Mouchot, responsable de l'ancienne Armée secrète locale à Lichessol. Du 5 au 8 juillet 1944, le détachement de Głowacki participe aux combats contre l'armée allemande dans le secteur du Cheylard, à 25 kilomètres de Saint-Agrève. Un FFI polonais de Saint-Agrève est tué durant cette action.
Pour cantonner son unité, renforcée par l'arrivée de nombreux volontaires, le lieutenant Głowacki réquisitionne une ferme dans une zone boisée à deux kilomètres de Saint-Agrève. La subsistance est assurée par l'obtention de tickets de rationnement et l'achat de denrées alimentaires sur le marché libre. Les fonds proviennent de l'organisation du colonel « Daniel », le réseau polonais Monika. L'organisation d'aide aux réfugiés polonais TOPF du président Jakubowski fournit plusieurs livraisons de chaussures, vêtements et couchages à l'unité de Saint-Agrève.
Au début août 1944, Głowacki réquisitionne l'hôtel Beau Séjour afin d'y installer son poste de commandement et y héberger des invalides et malades polonais. Au 20 août 1944, la compagnie Cracovie est forte de 86 combattants (dont dix officiers et aspirants). À partir du 27 août, le lieutenant Głowacki lance des actions de propagande et d'incitation à la désertion à l'intention des Polonais engagés de force dans l’armée allemande. Des déserteurs se présentent nombreux et en armes : 62 volontaires sont alors accueillis et rapidement organisés pour renforcer les effectifs du détachement.
Dès septembre 1944, la compagnie polonaise participe aux missions de protection des bâtiments publics et de maintien de la sécurité sous la direction des responsables FFI locaux. Le 13 septembre 1944 arrive à Saint-Agrève un officier des Forces militaires polonaises de Londres, le capitaine Fredo, qui entend recruter des volontaires pour l'Armée polonaise d'Italie.
La compagnie polonaise Cracovie est dispersée le 25 novembre 1944.

## Politique et administration

### Liste des maires
| Période                                  | Période     | Identité          | Étiquette    | Qualité |
| ---------------------------------------- | ----------- | ----------------- | ------------ | --- |
| Les données manquantes sont à compléter. |             |                   |              | |
| mai 1945                                 | mars 1965   | Élie Chareyron    | SFIO puis PS | Huissier Conseiller général (1945-1964)                                                                                                |
| mars 1965                                | mars 1977   | Édouard Mandon    |              | |
| mars 1977                                | juin 1995   | Louis Herdt       | PS           | Médecin Conseiller général (1976-1982)                                                                                                 |
| juin 1995                                | 21 mai 2002 | Jacques Dondoux   | DVG puis PRG | Conseiller général (1988-2002) Député (1997) Secrétaire d'État (1997-1999)                                                             |
| mai 2002                                 | mars 2008   | Michel Pierrot    | PRG          | |
| mars 2008                                | mai 2020    | Maurice Weiss     | PRG          | Administrateur Conseiller général du canton de Saint-Agrève (2002-2015) Conseiller départemental du canton de Haut-Eyrieux (2015-2021) |
| mai 2020                                 | En cours    | Michel Villemagne | DVG          | Cadres des Finances publiques, conseiller départemental depuis 2021                                                                    |

## Population et société

### Démographie
L'évolution du nombre d'habitants est connue à travers les recensements de la population effectués dans la commune depuis 1793. Pour les communes de moins de 10 000 habitants, une enquête de recensement portant sur toute la population est réalisée tous les cinq ans, les populations de référence des années intermédiaires étant quant à elles estimées par interpolation ou extrapolation. Pour la commune, le premier recensement exhaustif entrant dans le cadre du nouveau dispositif a été réalisé en 2006.

En 2022, la commune comptait 2 300 habitants, en évolution de −2,79 % par rapport à 2016 (Ardèche : +2,48 %, France hors Mayotte : +2,11 %).
| 1793  | 1800  | 1806  | 1821  | 1831  | 1836  | 1841  | 1846  | 1851  |
| ----- | ----- | ----- | ----- | ----- | ----- | ----- | ----- | ----- |
| 2 574 | 2 537 | 2 585 | 2 209 | 2 494 | 2 489 | 2 485 | 2 496 | 2 498 |

| 1856  | 1861  | 1866  | 1872  | 1876  | 1881  | 1886  | 1891  | 1896  |
| ----- | ----- | ----- | ----- | ----- | ----- | ----- | ----- | ----- |
| 2 491 | 3 133 | 3 278 | 3 326 | 3 308 | 3 273 | 3 328 | 3 217 | 3 187 |

| 1901  | 1906  | 1911  | 1921  | 1926  | 1931  | 1936  | 1946  | 1954  |
| ----- | ----- | ----- | ----- | ----- | ----- | ----- | ----- | ----- |
| 3 261 | 3 454 | 2 978 | 2 714 | 2 612 | 2 602 | 2 596 | 2 506 | 2 363 |

| 1962  | 1968  | 1975  | 1982  | 1990  | 1999  | 2006  | 2011  | 2016  |
| ----- | ----- | ----- | ----- | ----- | ----- | ----- | ----- | ----- |
| 2 349 | 2 434 | 2 718 | 2 723 | 2 762 | 2 688 | 2 588 | 2 546 | 2 366 |

| 2021  | 2022  | - | - | - | - | - | - | - |
| ----- | ----- | - | - | - | - | - | - | - |
| 2 325 | 2 300 | - | - | - | - | - | - | - |

### Enseignement
Saint-Agrève est rattachée à l'académie de Grenoble.

### Médias
Deux organes de presse écrite de niveau régional sont distribués dans la commune :
- L'Hebdo de l'Ardèche

Il s'agit d'un journal hebdomadaire français basé à Valence et diffusé à Privas depuis 1999. Il couvre l'actualité pour tout le département de l'Ardèche.
- Le Dauphiné libéré

Il s'agit d'un journal quotidien de la presse écrite française régionale distribué dans la plupart des départements de l'ancienne région Rhône-Alpes, notamment l'Ardèche. La commune est située dans la zone d'édition du Nord-Ardèche (Annonay - Le Cheylard).
Au niveau de la radio, Ici Drôme Ardèche est une radio publique diffusée sur son territoire.

### Cultes

#### Culte catholique

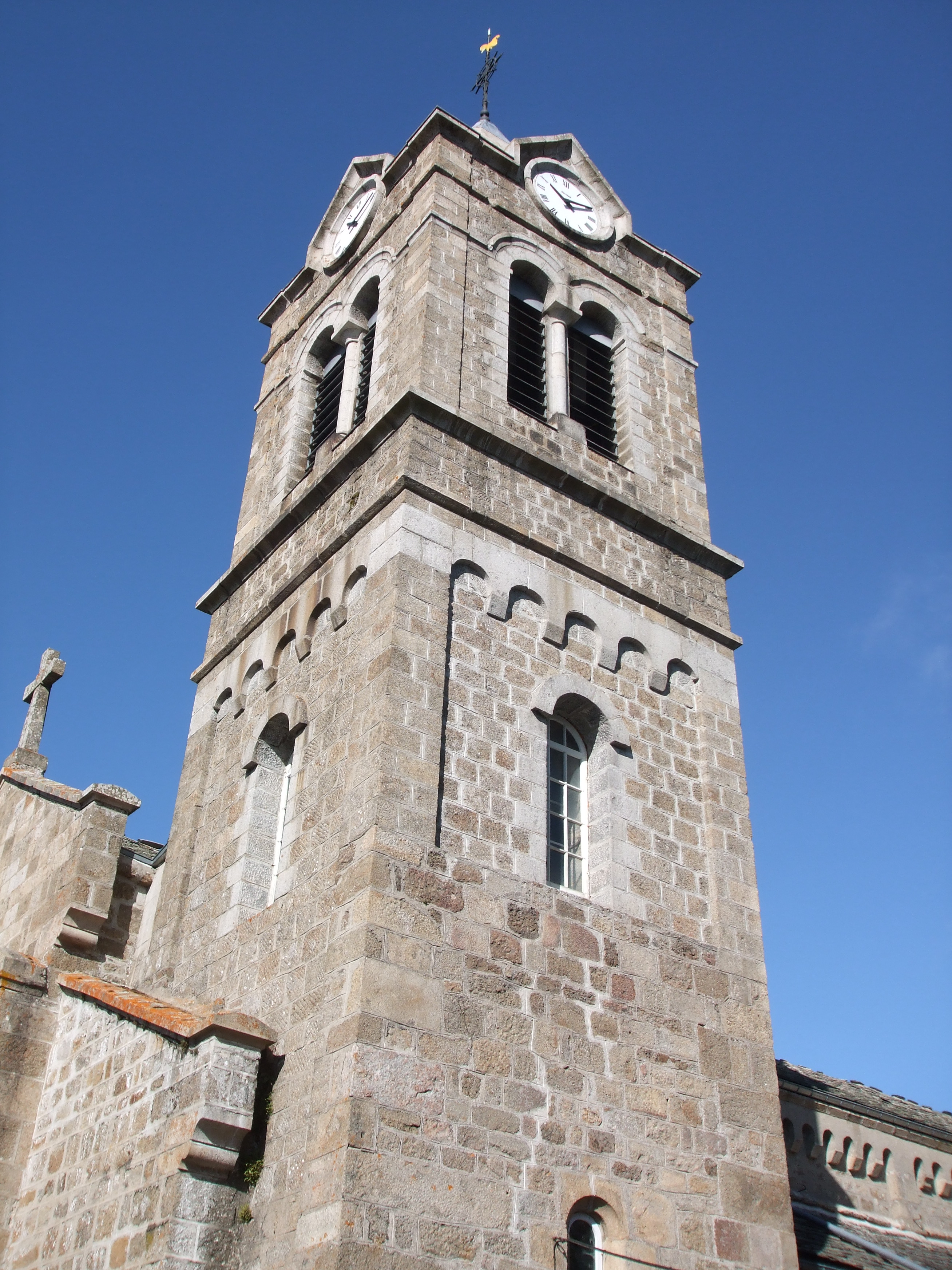
Clocher de l'église de Saint-Agrève

La communauté catholique et l'église de Saint-Agrève (propriété de la commune) sont rattachées à la paroisse Saint Agrève en Vivarais qui compte huit autres communes. Cette paroisse dont le presbytère (maison paroissiale) est située dans la commune est, elle-même, rattachée au diocèse de Viviers.

### Manifestations culturelles et festivités
- Festival de musique classique : Festival International des Arts[25] à la grange de Clavières
- Equiblues[26]
- Festival de Musiques en Vivarais Lignon
- Printemps des Poètes
- Rencontres Nord-Sud
- Conférences et concerts en saison estivale
- Passage de l'historique Rallye Monte-Carlo
- Tous les ans au mois de juin, le village de Saint-Agrève est traversé par les cyclotouristes et cyclosportifs de l'Ardéchoise, après la grimpée depuis Saint-Martin-de-Valamas.

## Économie
Saint-Agrève est la ville d'origine des Salaisons Teyssier, entreprise familiale fondée en 1871.[réf. souhaitée] Depuis cinq générations, "l'entreprise a su transmettre les principes et les valeurs qui ont fait sa réputation : exigence dans la sélection des matières premières et ingrédients mis en œuvre, maintien de tours de main et savoir-faire centenaires, et fidélité à son environnement d’origine garantissant des conditions d’affinage exceptionnelles". Ce savoir-faire rare et ancien a été récompensé et reconnu par le label "Entreprise du Patrimoine Vivant" (EPV) en 2012 puis renouvelé en 2017[réf. nécessaire], faisant entrer la Maison Teyssier dans le cercle très fermé des entreprises françaises aux savoir-faire artisanaux et industriels d’excellence.

## Culture locale et patrimoine

### Lieux et monuments
- La commune est desservie par le Velay Express (chemin de fer touristique).
- La Statue-menhir de Lichessol est classée Monument Historique depuis 1961, sous la référence référence PA00116770. Il faut remarquer que les photos affichées dans Monumentum ne correspondent pas à la statue-menhir, mais à un visage sculpté dans une pierre remployée dans un bâtiment situé au 40 Chemin de Batelière 07320 Saint-Agrève. La statue-menhir est dressée dans un bois au vord de la route.
- Le château Lacour, selon une inscription située en haut de la porte du donjon, aurait été construit en 1592 par Phélise d'Asseyne, héritière de la famille Sahune qui est représentée par un écusson aux armes des Maisonseule.
- Le château de Clavières est un petit manoir qui a pris sa forme définitive au XVIIe siècle. Il appartenait à la famille de Clavières jusqu'en 1775, année de la mort d'Albertine de Clavières. Le fief passa alors aux mains de la famille Bollon, originaire de Saint-Agrève où plusieurs de ses membres exercèrent les fonctions de juges et de consuls.
- Le temple protestant, inauguré en octobre 1822.
- Chapelle de la Clinique de Moze de Saint-Agrève.
- Chapelle Notre-Dame-des-Fontaines du Pouzat.
- Les églises Saint-Agrève, située au chef-lieu et Sainte-Marie, située au Pouzat, toutes deux lieux de culte de la  paroisse catholique « Saint-Agrève en Vivarais » [28].
- La chapelle de Saint-Agrève, construite en 1946 à l'initiative du Père Belin, à proximité du petit bassin dallé où coule la fontaine de Saint-Agrève dont l'eau avait, dit-on, pouvoir de guérir les maux des yeux, du nez et des oreilles. C'est à la fin du XIXe siècle que M. de Clavières fit couvrir le bassin avec de belles pierres de taille provenant de l'ancien fort de Saint Agrève. Elle se situe en bordure de l'ancienne voie romaine.
- La fontaine du Diable qui coule non loin de Saint-Agrève, sur la route en direction de Désaignes. Une nuit, il y a de cela très longtemps, au retour d'une veillée, à cet endroit, alors qu'un groupe de danseurs « piquaient » la bourrée, le diable apparut sous la forme d'un élégant jeune homme vêtu de noir. Grand, les yeux de braise, il portait au chapeau une plume de coq. « Vous dansez bien. - Cela te regarde, face de Satan ? - Hé bien, vous danserez toute la nuit. » Et le diable enlaça une jeune fille et l'entraîna dans une danse folle. Et les autres couples de tourner, de valser, jusqu'à l'aube, sans pouvoir s'arrêter. Au petit matin, l'étranger avait disparu et la jeune fille avec, dont on ne retrouva que les petits sabots posés sur la margelle de la fontaine.
- L'habitat du plateau de Saint-Agrève se caractérise traditionnellement par des maisons isolées ou regroupées en petits hameaux. La maison rurale est construite en fonction du climat rigoureux et à partir des matériaux issus de l'histoire géologique du plateau. Le toit traditionnel est en lauze (phonolite, roche volcanique des sucs du Mézenc qui se débitent en plaques sonores)[29]. Ce matériau se débite en plaques de différentes épaisseurs comme des ardoises. Les lauzes ainsi obtenues sont maintenues par des clous ou chevilles. Une couche d'argile ou de mousse assure étanchéité et isolation. Les charpentes sont en bois dur (châtaignier) ou en sapin. Elles sont montées avec des troncs équarris pour former les fermes dites « en vaisseau » placées tous les mètres et reliées par des planches « lattis » sur lesquelles reposaient la couverture. Les assemblages sont faits par entailles et chevilles.
- Le patrimoine bâti sur le canton de Saint-Agrève est très divers et assez dense avec des fours à pain, des  linteaux gravés, des cimetières de famille…
- Les fermes d'antan se composaient d'une grange immense qui, à elle seule, se réserve les deux tiers du volume total de la ferme. Elle est accessible de l'extérieur aux chars et aux bêtes, soit de plain-pied lorsque la maison est adossée à la pente soit par une sorte de plan incliné. Cette maison de forme rectangulaire a, en général, de 12 à 15 mètres de long sur 7 à 8 mètres de large pour une hauteur moyenne de 5 à 6 mètres au-dessus du sol. L'étable est vaste et sombre. Prévue pour une trentaine de bêtes et la bergerie, elle est peu éclairée et peu aérée. Les ouvertures sont rares, les fenêtres petites mais plus nombreuses. Le logis ou carré est séparé de l'étable, chacun ayant son entrée indépendante, ce qui facilite la propreté.
- Sur le mont Chiniac, on peut apercevoir un élément du patrimoine bâti sous la forme du rempart d'une ancienne forteresse et des maisons anciennes. Les murs en pierres de granite sont épais, les ouvertures rares et les fenêtres petites.

### Observatoire astronomique
Depuis 2015, est installé à proximité de Saint-Agrève, un observatoire astronomique appelé « Planète Mars » ou «Observatoire de l'Ardèche»,. Il a été entre autres financé par la communauté de communes Val'Eyrieux.

### Patrimoine naturel
La faune locale compte de nombreux petits mammifères dont des renards, chevreuils, hermines, blaireaux, écureuils, lièvres, sangliers, ainsi qu'en oiseaux et en insectes, la bergeronnette printanière, le gazé, et le traquet tarier. La faune de Saint-Agrève est caractéristique d'un milieu rural de moyenne montagne.

Divers monuments de la ville de Saint-Agrève
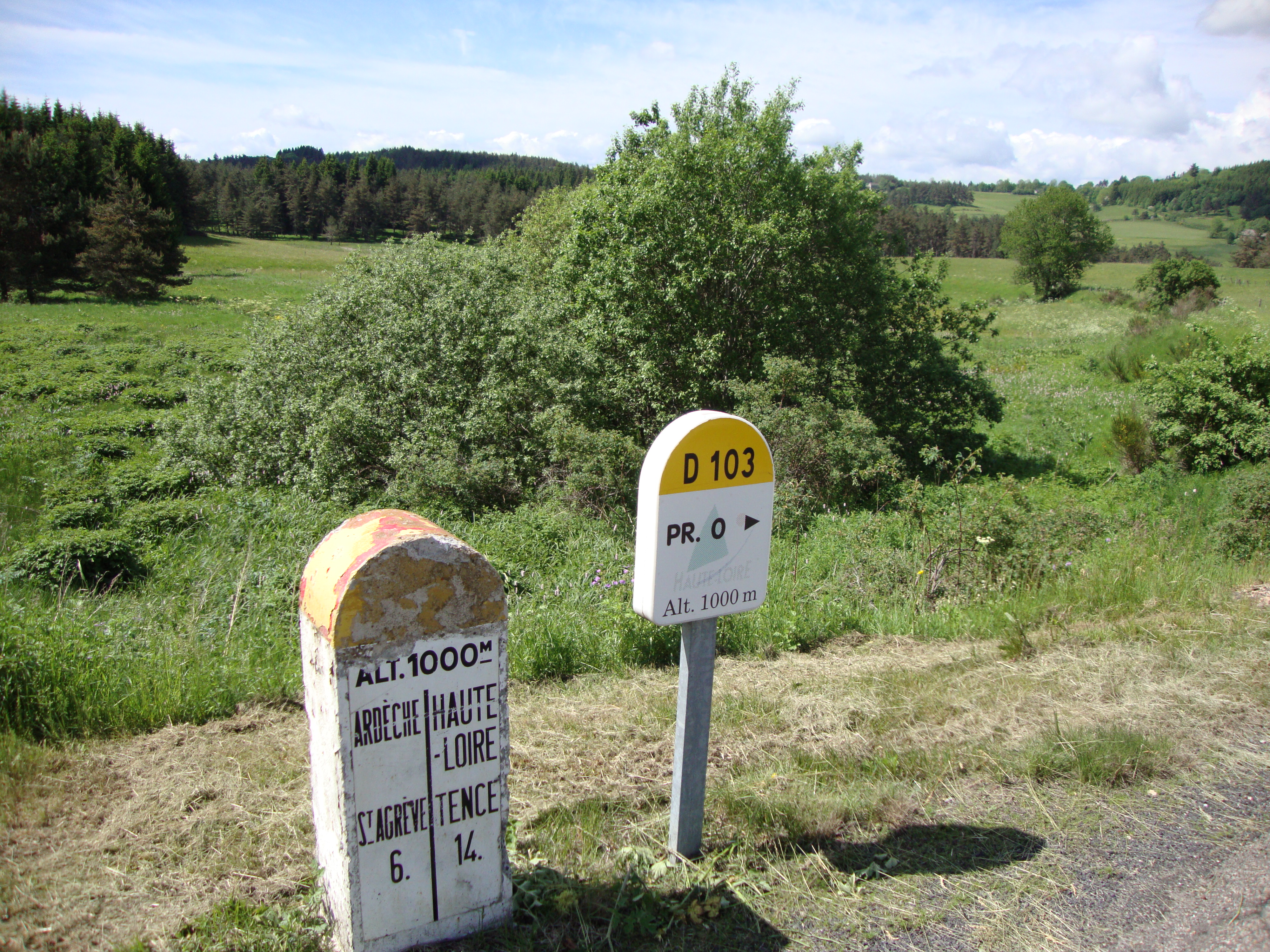
Borne de limite départementale entre Saint-Agrève (Ardèche) et Le Chambon-sur-Lignon (Haute-Loire)
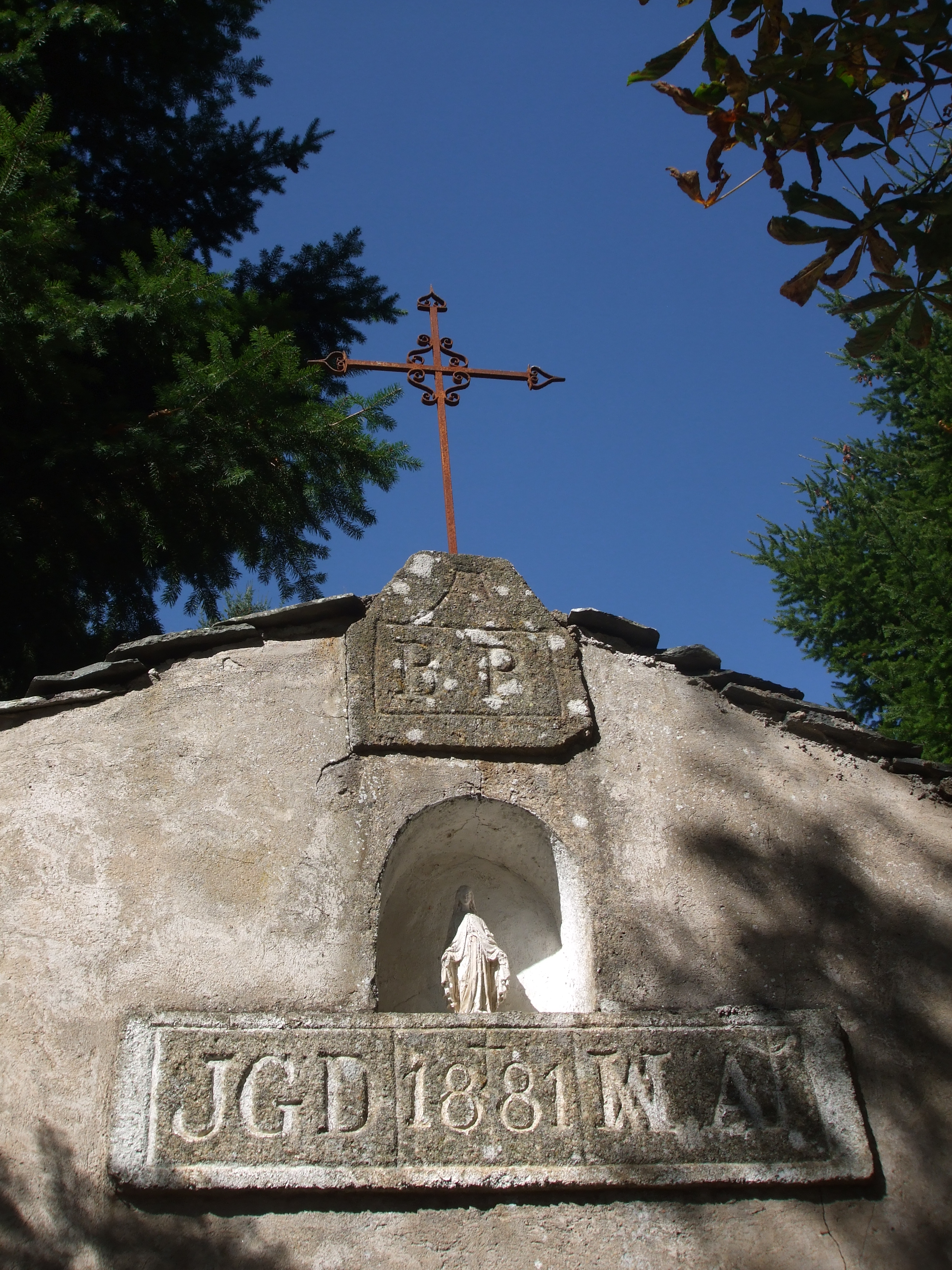
Chapelle Notre-Dame des Fontaines
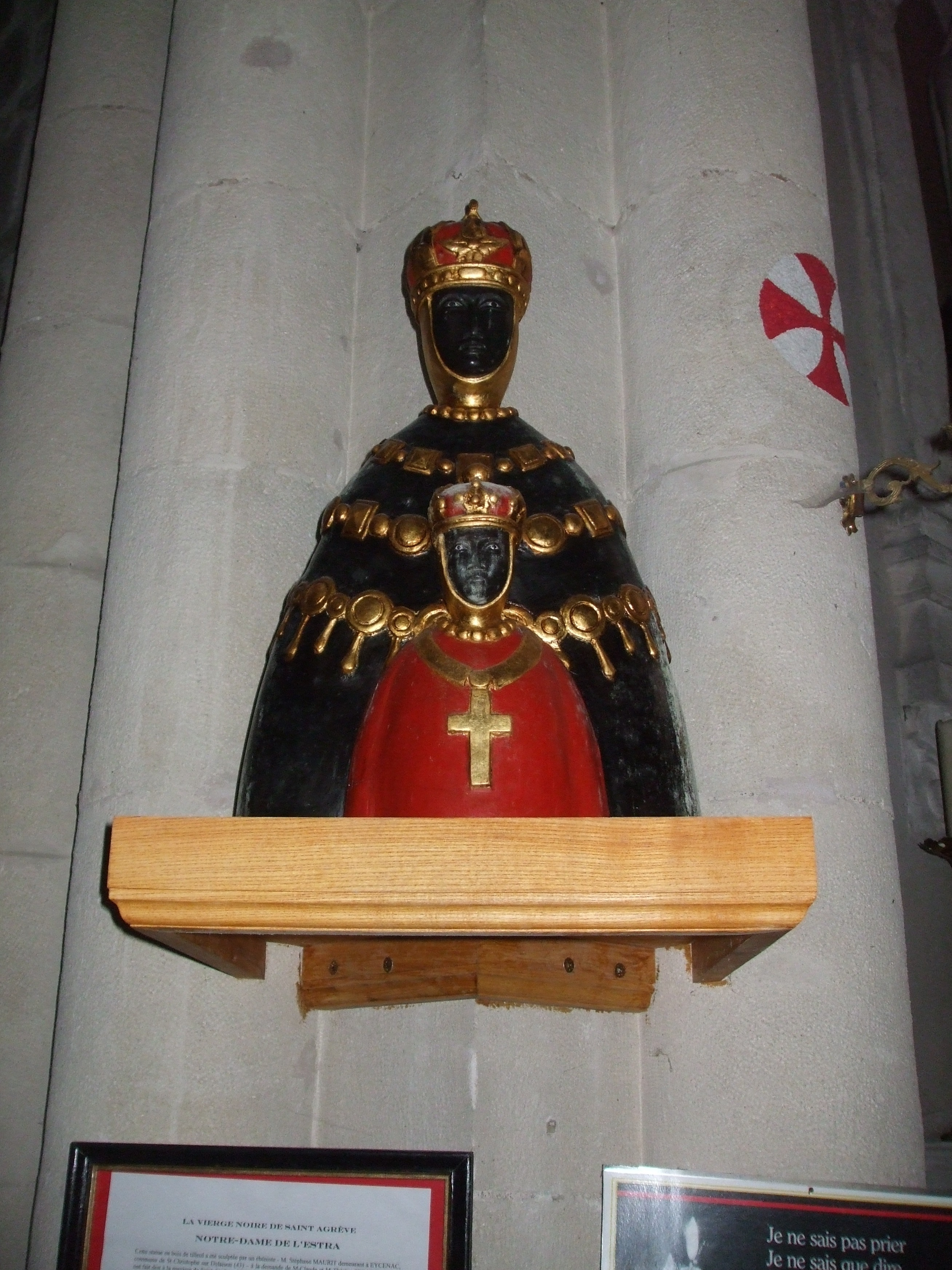
Église de Saint-Agrève (Notre-Dame de Lestra)
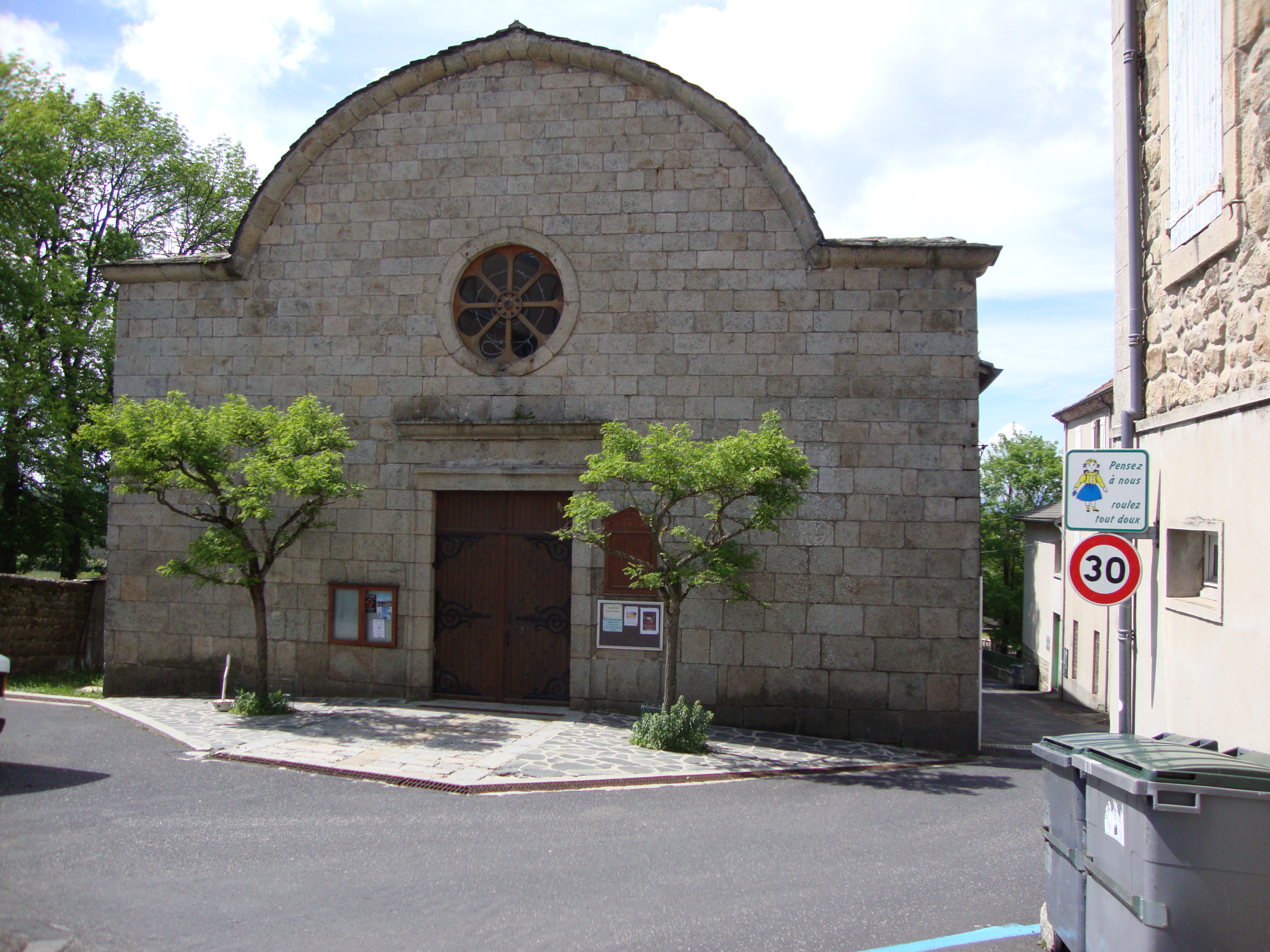
Temple
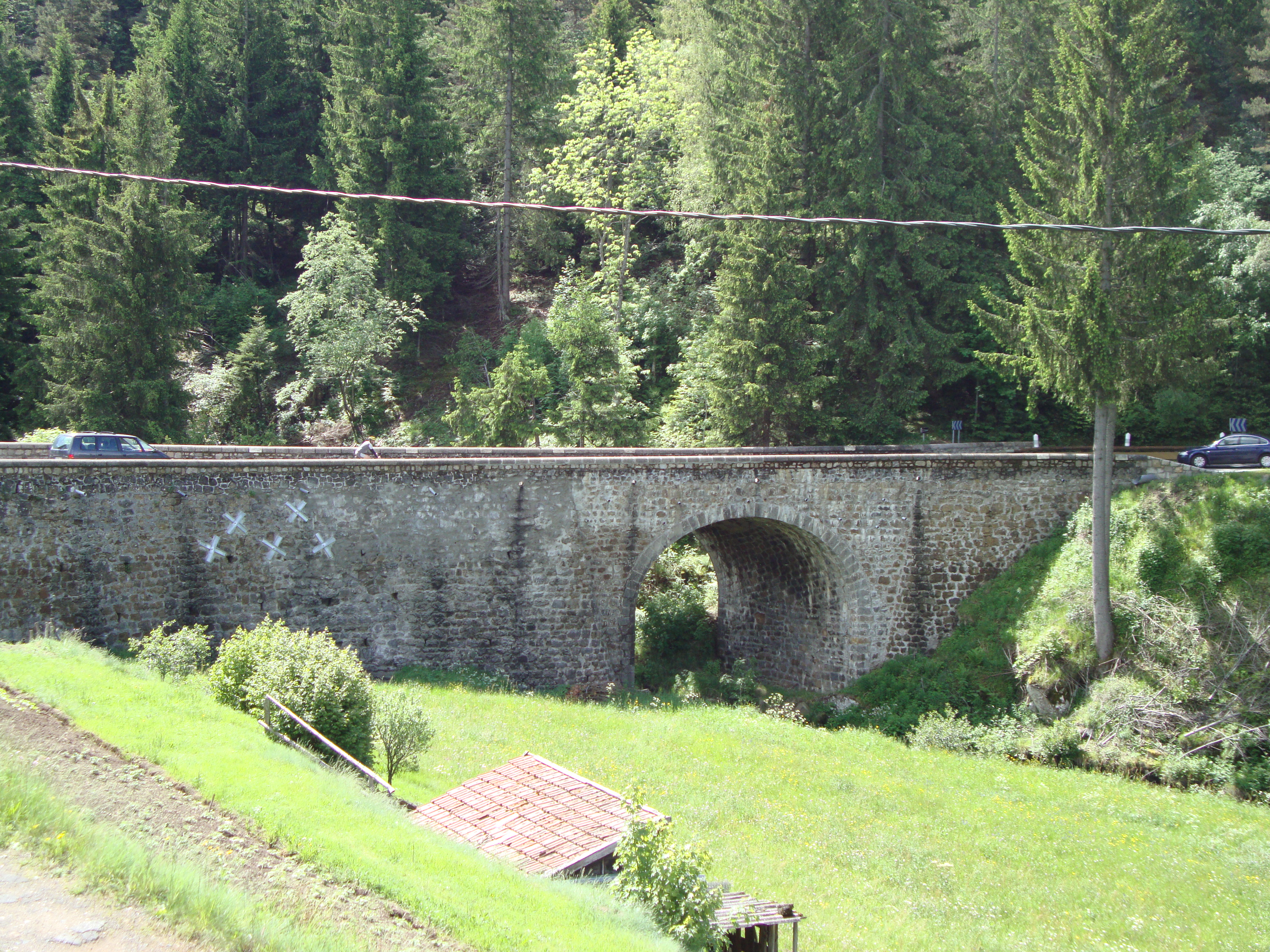
Pont sur l'Eyrieux
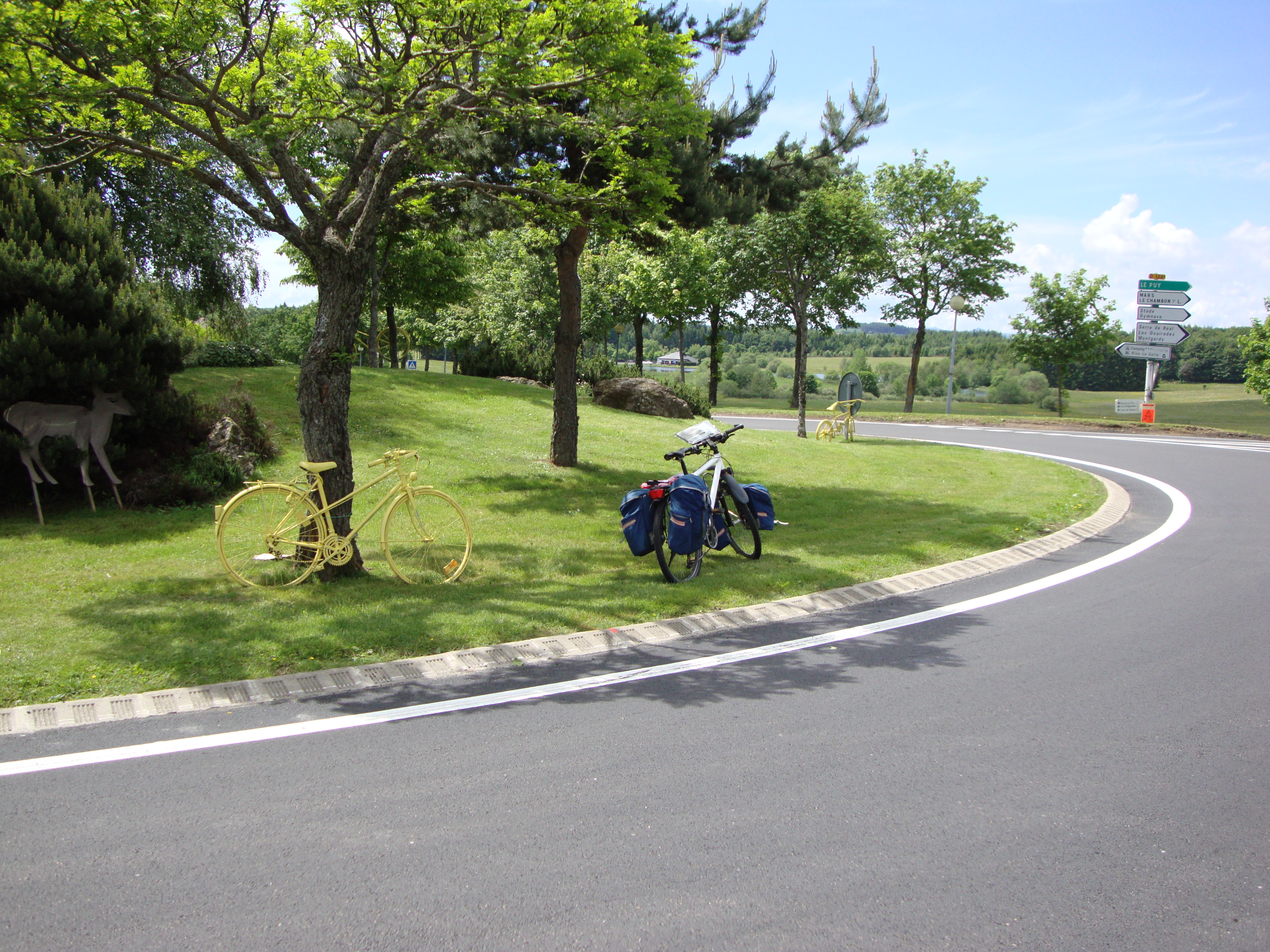
Art au rond-point
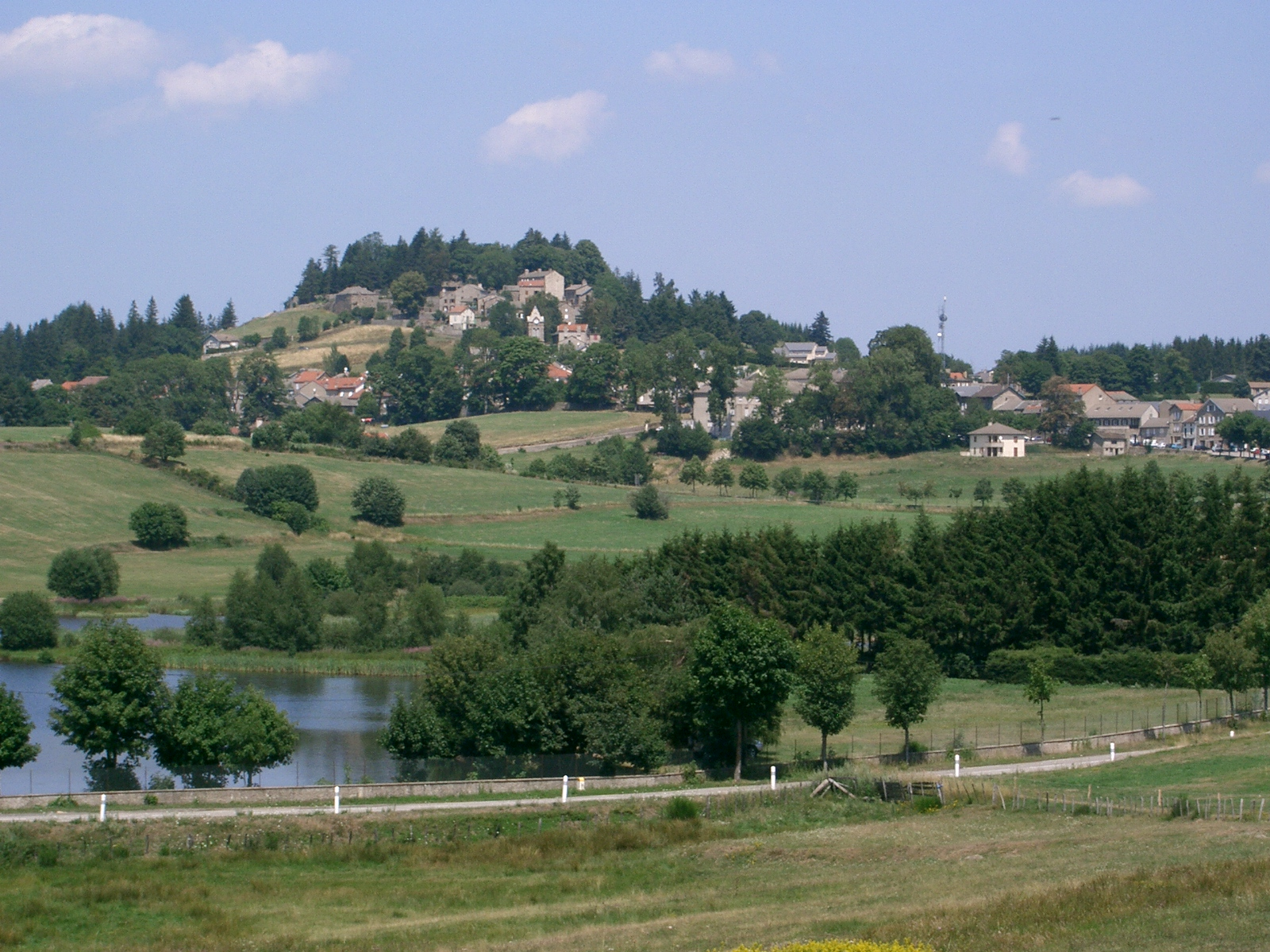
Saint-Agrève et le mont Chiniac.

### Personnalités liées à la commune
- Jean Antoine François Combelle (6 février 1774 - Le Pouzat (Ardèche) ✝ 15 septembre 1813 - Dresde), général d'Empire.
- Jacques Dondoux (1931-2002), homme politique.
- Bruno Claret, dessinateur, scénariste, romancier.
- Louis Jouvet, acteur, metteur en scène, professeur au Conservatoire national supérieur d'art dramatique et directeur de théâtre. Il a passé une partie de son enfance dans le village avant que son père ne meure sur les travaux du chemin de fer.
- Sandrine Soubeyrand (°1973), footballeuse française qui joue actuellement pour le F.C.F. Juvisy et en équipe de France de football.

### Héraldique
| Blason de Saint-Agrève | Blason  | De gueules à la tour d'argent, ouverte, ajourée et maçonnée de sable, surmontée d'une couronne murale de trois tours d'or. |
| Blason de Saint-Agrève | Détails | |